# Jankovec
Jankovec este o arie protejată (arie specială de conservare — SAC, sit de importanță comunitară — SCI) din Republica Cehă întinsă pe o suprafață de 15,06 ha, integral pe uscat.

## Localizare
Centrul sitului Jankovec este situat la coordonatele 48°57′07″N 15°58′06″E / 48.951944°N 15.968333°E.

## Înființare
Situl Jankovec a fost declarat sit de importanță comunitară în aprilie 2005 pentru a proteja 1 specie de animale. Situl a fost protejat și ca arie specială de conservare în ianuarie 2017.

## Biodiversitate
Situată în ecoregiunea continentală, aria protejată nu include niciun habitat protejat.
La baza desemnării sitului se află o specie protejată de  amfibieni: buhai de baltă cu burta roșie (Bombina bombina).